# Бушеве (зупинний пункт)
Бушеве — пасажирський залізничний зупинний пункт Козятинської дирекції Південно-Західної залізниці розташований на двоколійній, електрифікованій змінним струмом лінії Фастів I — Миронівка.
Розташований у с. Ольшаниця Білоцерківського району між станціями Рокитне та Ольшаниця.
На зупинному пункті зупиняються приміські поїзди.